# Lwinka kameleon

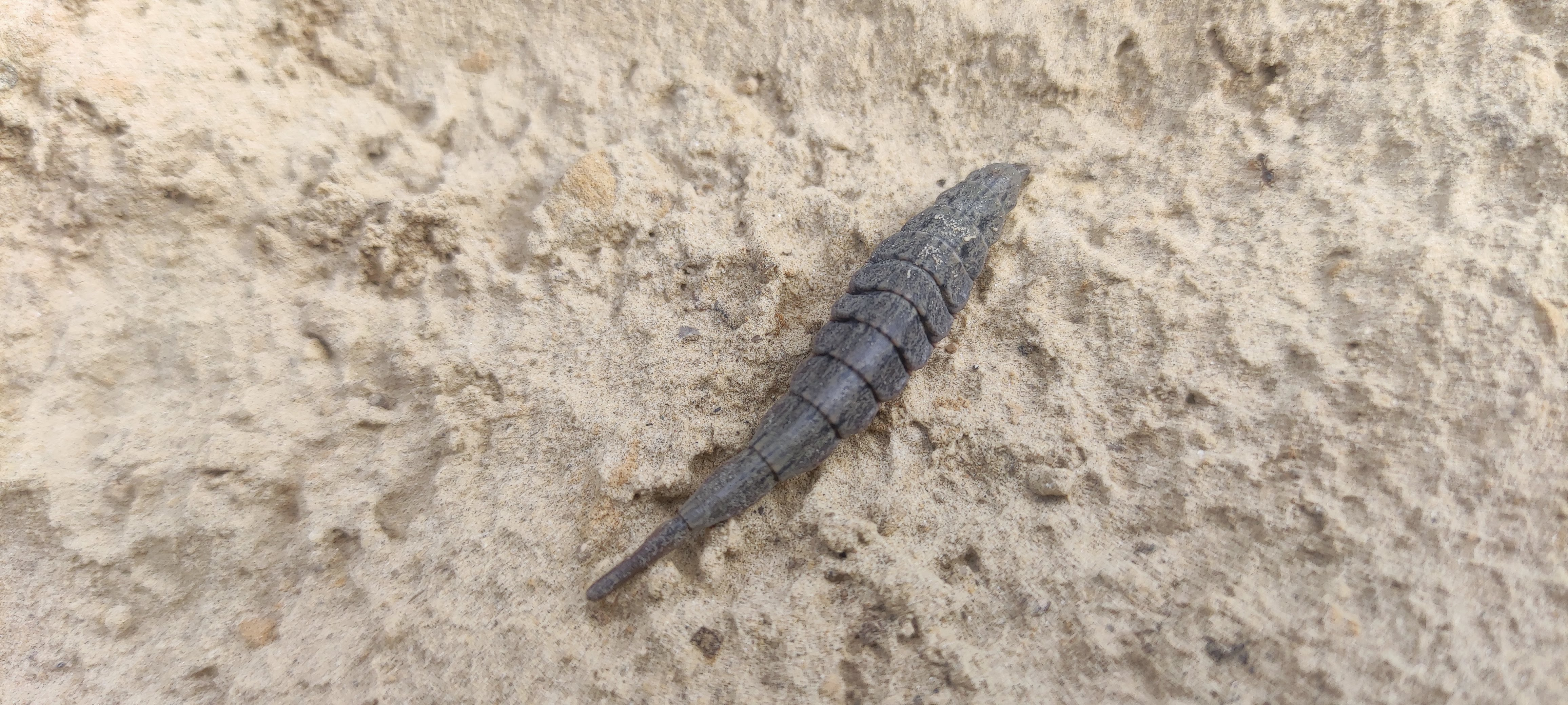
Lwinka Kameleon - larwa

Lwinka kameleon, zmróżek kameleon (Stratiomys chamaeleon) – gatunek muchówki z rodziny lwinkowatych.
Muchówka o ciele długości od 14 do 16 mm. Czułki całkowicie czarne, znacznie dłuższe od głowy przy czym pierwszy ich człon dwu- a nawet czterokrotnie dłuższy od drugiego. Tułów jest czarny z żółtym owłosieniem. Odwłok jest spłaszczony, szerszy od tułowia i znacznie wystający poza skrzydła, złożone w stanie spoczynku w wąski trójkąt. Skrzydła są pomarszczone z małą komórką dyskoidalną. Czarna plama przy nasadzie tarczki jest trójkątna lub w ogóle nie występuje. Plamy na wierzchu odwłoka nie łączą się ze sobą, a te na trzecim tergicie są wąskie i prostokątne. Poza tym występuje wyraźny dymorfizm płciowy. Samce mają głowę czarną z wąską żółtą plamą za okiem i żółtą plamą na listewce zaocznej. Samice mają głowę żółtą z czarnymi: górą czoła, dolną krawędzią policzków i pręgą nad nasadami czułków. Spód odwłoka u samicy jest żółty z czarnymi plamami na każdym sternicie, a u samca pierwszy sternit jest całkiem czarny.
Owad palearktyczny, znany z południowej i środkowej Europy, Syberii, Zakaukazia, rejonu Morza Kaspijskiego i Turkmenistanu. W Polsce pospolity. Imagines żerują na kwiatach roślin porastających podmokłe łąki i skraje dróg. Jaja składają na spodzie liści wodnych roślin. Drapieżne larwy żyją w wodzie. Mają wrzecionowate ciała, których tylna część zaczepiona jest do powierzchni wody wieńcem szczecinek, chroniących służący oddychaniu syfon.